# Seiber Mátyás
Seiber Mátyás (Mátyás György Seiber, Budapest, 1905. május 4. – Fokváros, Dél-afrikai Köztársaság, 1960. szeptember 24.) 1935 óta Angliában élt zeneszerző, pedagógus. Művei széles zenei forrásból építkeznek, a népzenei hagyományoktól Schönbergen és a szeriális zenén át a dzsesszig.

## Tanulmányok
Seiber Budapesten született. Édesanyja, Patay Berta jó nevű zongoraművész volt, így Seiber elsőként a billentyűs játékban szerzett jártasságot, majd tízévesen kezdett el csellózni. Mivel mindkét testvére tanult hangszeren, a házi muzsikálás örömét családjában korán megismerte. Középiskolai tanulmányai befejeztével – matematikából és latinból is kiválónak minősítették – 1918 és 1925 között a Zeneakadémia növendéke volt először előkészítő, majd cselló tanszakon, ill. 1921-től zeneszerzés szakon, majd 1922-től zeneszerzéstanára Kodály Zoltán lett. 1925-ben diplomamunkája, I., a-moll vonósnégyese kiváltotta a Neues Pester Journal éles kritikáját. A fiatal zeneszerzőt Kodály Tizenhárom fiatal zeneszerző című cikkében védte meg. A Budapesti Nemzetközi Zeneszerző versenyre Seiber fúvósszextettjével, a Szerenáddal pályázott, mivel részére az első díjat visszautasították, Bartók tiltakozásul elhagyta a zsűrit.

## Életpálya
Kodállyal együtt gyűjtött népdalokat, majd a népzenegyűjtésen túl Bartók és Kodály a népzenei gyűjtemény tudományos feldolgozásába is bevonta. Érdeklődése ezután a középkori gregorián zene, később a dzsessz felé fordult.
1925-ben egy frankfurti magánzeneiskolában vállalt tanári állást. 1927-ben váratlan lépésre szánta el magát, egy Észak- és Dél-Amerikába közlekedő hajó zenekarába csellistának szerződött, az út során megismerhette a „Black-America" zenéjét, a dzsesszt.  
Európába visszatérve a frankfurti Hoch Konservatoriumban Bernhard Sekles, a konzervatórium igazgatója felkérésére elindította a dzsessztanszakot 1928-ban, az intézmény nyújtott a világon elsőként akadémiai szintű dzsesszoktatást. Ennek kapcsán botrány robbant ki a német sajtóban, melynek nemzetközi híre ment: „A dzsesszt elkeseredetten ellenzik Németországban” írták amerikai lapok. Az oktatás szükségességét a Melos lapjain megjelent két cikkében: a Jazz als Erziehungsmittel (1928) és a Jazz-Instrumente-ben fogalmazta meg, a stúdiumok végcéljaként az improvizációs képesség kialakítását és az oldott és szabad ritmusosság elérését jelölte meg. "Szükséges tanítani – írta –, hiszen a 20. század műzenéje messzemenőkig megköveteli a ritmusbeli jártasságot" (Stravinsky, Bartók és Hindemith zenéjét említi példaként). 1929-ből származik dzsesszütősök számára írt tankönyve, a Schule für Jazz-Schlagzeug, mely az elméleti kívánalmainak gyakorlati összegzése. A tanítás mellett két színházban is vezényelt, szólócselló koncerteket adott, 1930 és 1933 között játszott a Lenzewski Vonósnégyesben.
A nemzetiszocialista hatalomátvétel után, 1933-ban a konzervatórium dzsessztanszakát felszámolták, eltávolították a külföldi és zsidó származású tanárait, köztük az igazgatóját, Bernhard Sekle-t is.
Seiber elhagyta Németországot, hazatért Magyarországra, de itt sem sikerült letelepednie. 1933 után rövid oroszországi utazása alatt zenei referensként dolgozott a Szovjetunióban, munkájára azonban a továbbiakban nem tartottak igényt.
1935-ben Angliába emigrált, először Londonban telepedett le, majd lakóhelye Caterham volt. Zeneszerzés és cselló magánórákat adott, valamint a Schott zeneműkiadó londoni leányvállalatának konzultánsaként dolgozott, emellett filmekhez – kezdetben főleg animációsfilmekhez – komponált kísérőzenét, életében megközelítőleg 60 filmhez.  1936-ban Adornoval közösen egy dzsesszkutatási projektben vett részt.
1942-ben Michael Tippett felkérésére az egyik elismert felnőttoktatási intézmény, a londoni Morley College tanári pozícióját elvállalta, melynek igen népszerű zeneszerzés, zeneelméletet tanára lett, zenekarát is vezényelte. Együttműködésük vagy 15 éven át tartott. A Morley College kórusával mutatta be be Ulysses kantátáját. Ebben az időszakban alapította meg saját kamarakórusát, a Dorian Singerst. Számos növendékéből vált sikeres zenész, köztük Peter Racine Fricker, Don Banks, Anthony Milner, Hugh Wood, Malcolm Lipkin, John Exton, Wally Stott (későbbi nevén Angela Morley) és Barry Gray.
Egyik alapító tagjai volt a brit kortárs zenei szervezetnek, a Society for Promotion of New Music-nak, tevékenységében aktívan részt vett, fiatal zeneszerzők egész generációjának kibontakozását segítette. A brit állampolgárságot a második világháború után kapta meg, a lexikonok brit zeneszerzőként említik. Ugyanakkor egy életen át megtartotta neve magyaros írásmódját, hazai kapcsolatait,  elsőként írt Kodály zeneszerzésoktatási módszeréről,  Bartók fia zongoratanítása során Seiber zongoradarabjait – pl. Leichte Tänze – játszatta. Más szigetországbeli zeneszerzőktől eltérően nem szakadt el a kontinens zenei életétől sem, 1948-ban részt vett a budapesti Nemzetközi Bartók Fesztiválon, rendszeresen megjelent a nemzetközi kortárszenei szervezet, az ISCM rendezvényein, ezeken műveit is előadták (New York, 1941, II. vonósnégyese; Palermo, 1949, Fantasia concertante; Frankfurt am Main, 1951, Ulysses; Salzburg, 1952 és Baden Baden, 1955, III. vonósnégyese).
1956-ban az ’56-os forradalom előtt budapesti látogatásakor a Bartók Fesztiválon ismerte meg Ligeti Györgyöt.
Számos művét neves előadóművészek felkérésére írta, mint Varga Tibor hegedűművész, Max Rostal, Dennis Brain, Julian Bream vagy Peter Pears. Közös munkák kapcsolták neves szólistákhoz, köztük az Amadeus Quartet elsőhegedűséhez, Norbert Braininhez, Julian Breamand gitárművészhez, John Williams zeneszerzőhöz, Jimmy Blades ütőshöz vagy Bert Lloyd népdalénekeshez.
Élete tragikusan félbeszakadt, 1960-ban előadássorozatot tartott Dél-Afrika egyetemein, ahol Fokvárosban, a Kruger Nemzeti Parkban autóbaleset érte. Kodály korábbi növendéke emlékére komponálta a Media vita in morte sumus című darabját, Ligeti György az Atmosphérest és zeneművel emlékeztek meg róla tanítványai, Peter Racine Fricker és Don Banks is.
Felesége, Lilla Bauer (1912–2011) Magyarországról emigrált balett táncos a londoni Goldsmith's Collage-ban tanított, Seiber Mátyás halála után kéziratait a British Library-nek adta.

## Művészete
Zenei stílusa eklektikus, mind a dzsessz, mind a magyar népzene pentaton nyelve, népi kultúrák – francia, arab, indiai – dallami és ritmikai szókincse, Bartók, valamint Arnold Schönberg, a tizenkétfokú technika és a szeriális zene hatását mutatja. Fölényes kontrapunktikus tudását a XVI. századi polifóniából tanulta, korai kompozícióin Kodály hatása hallható.
Jelentős műve a James Joyce szövegére írt Ulysses kantáta (1947), melyet nem sokkal halála előtt adott ki a Decca egy másik Joyce-szal kapcsolatos darabbal, az „A Portrait of the Artist as a Young Man" alapján íródott Three Fragments c. kompozícióval együtt. Számos kamaradarabja, kórusművei, Klarinétversenye (1951) ma is népszerűek, nagylélegzetű műve a The Invitation (1960) című balettje, ill.  operája, az Eva spielt mit Puppen (1934). A Londoni Filharmonikus Zenekar felkérésére 1959-ben született meg John Dankworth altszaxofonistával közös darabja, az Improvisations for Jazzband and Orchestra. Hegedűre és zenekarra komponált művét, a Fantasia concertantét Gertler Endre játszotta lemezre.
Megemlítik zenéjében is tükröződő humorát, mint pl. a szeriális, szatirikus Morgenstern-dalokban, vagy a Két sertéskaraj c. kompozícióban, ill. a kabarédalaiban.
A Palágyi Pékek, valamint a Balaton – Pauline Fairclough angol zenetudós szerint politikai kabaré – a londoni emigráns magyar színház, a "Londoni Pódium" számára íródott. Mindkettő librettóírója Mikes György, a neves Magyarországról emigrált angol humorista volt. A Palágyi Pékek (1943) az első Seiber és Mikes együttműködéseként született mű, a Balaton (1944), Mikes György visszaemlékezése szerint a BBC kezdeményezésére a háború alatt született, a háború után Budapestre is eljutott a darab.
Filmzenéi közül az Állatfarm (film, 1954) kísérőzenéje a legismertebb. Populáris műveivel is sikert aratott, a népszerűségi listán az első tíz között szereplő By the Fountains of Rome című daláért az akkor alapított Ivor Novello díjat kapta 1956-ban. Dzsessz- és populáris kompozícióit G. S. Mathis vagy George Mathis néven adta közre.

## Művei (válogatás)
A Schott Music adatbázisa, ill. a British Library (BL) adatbázisa alapján.

### Zenekari művek
- Fantasia Concertante for violin and string orchestra (1943; 17 perc; Ars Viva Verlag, Mainz; BL)
- Concertino for clarinet and string orchestra (1951; 15 perc)
- Notturno for horn and string orchestra (1944) (8.5 perc; Schott; BL)
- Besardo Suite No. 2 (1942; 14 perc; Schott; BL)
- Elegy for viola and small orchestra (1954; 8 perc)
- Tre Pezzi for cello and orchestra (1957; 20 perc; Schott; BL)
- Improvisations for Jazz Band and Orchestra (John Dankworth-szal) (1959; 14 perc; BL)

### Hangszeres és kamarazenék
- String Quartet No. 1 (1925; 18 perc; BL)
- String Quartet No. 2 (1935; 22 perc; BL)
- String Quartet No. 3, Quartettolirico (1951; (23 perc; Schott; BL)
- Divertimento for clarinet and string quartet (1925; Schott)
- Permutazioni a Cinque for wind quintet (1958; 6.5 perc; Schott; BL)
- Violin Sonata (1960; Schott; BL)
- Concert Piece for violin and piano (1954; 8 perc; Schott; BL, atonális, virtuóz mű
- Serenade for six wind instruments (1925; Wilhelm Hansen, Koppenhága; BL)
- 2 Jazzolettes for 2 saxophone (1929 és 1932; Wilhelm Hansen, Koppenhága; BL)
- Sonata da Camera (6 perc)

### Vokális, zenekari művek
- Ulysses: cantata for tenor solo, choir and orchestra (1947; 45 perc; Schott; BL)
- Three Fragments from the Portrait of the Artist as a Young Man (?? perc; Schott; BL)

### A cappella művek
- Missa Brevis (1924, átdolgozás 1950; 14 perc; Curwen; BL)

### Dalok szólóhangra / kísérettel
- To Poetry (1952; 18 perc; BL)
- The Great Tay Whale (BL)
- The Greek Folk Songs (11 perc)
- The French Songs (7 perc)
- Medieval French Songs
- Petőfi Songs (4 Hungarian Folk Songs) (12 perc)
- The Yugoslav Folk Songs
- Three Hungarian Folk Songs
- Lear Nonsense Songs

### Színpadi művek
- Eva spielt mit Puppen (1934).
- The Invitation (1960; BL)

## Filmzenék (válogatás)
- Figurehead (1952, rövid film)
- A bagoly és a cicó (1953, The Owl and the Pussycat) – John Halas (Halász János) 6 perces rajzfilmje[10]
- The Fake (1953)
- Állatfarm (film, 1954)
- The Diamond (1954)
- A Town Like Alice (1956)
- Robbery Under Arms (1957)
- Chase a Crooked Shadow (1958)

## Média
- Seiber Mátyás: Jazzolette No.1 (1929)
- Seiber-Dankworth: Improvisations for Jazzband and Orchestra, John Dankworth és a Londoni Filharmonikus Zenekar felvétele
- Seiber Mátyás: Fantasia Concertante for violin and string orchestra, Varga Tibor, kamarazenekar
- Seiber Mátyás:  Elegy for Solo Viola and Small Symphony Orchestra, Cecil Aronowitz brácsa és a Londoni Szimfonikus Zenekar Seiber vezényletével
- Seiber Mátyás: Three nonsense songs

## Külső hivatkozások
- Online recordings of Mátyás Seiber's music (British Library)
- Mátyás Seiber 2005 centenary website
- Index of Complete Works of Mátyás Seiber
- The early reception of Jazz in Germany: Mátyás Seiber and the Jazz Orchester of the Hoch Conservatory in a radio recording from 1931
- The first jazz theory class, ever, wasn't offered in the United States—it was at the Hoch Conservatory in Frankfurt, Germany
- Nagy Elődök Liszt Ferenc Zeneakadémia
- Schott Music Archiválva 2016. október 10-i dátummal az Archive.is-en

## Fordítás
Ez a szócikk részben vagy egészben  a   Mátyás Seiber című angol Wikipédia-szócikk ezen változatának fordításán alapul.  Az eredeti cikk szerkesztőit annak laptörténete sorolja fel. Ez a jelzés csupán a megfogalmazás eredetét és a szerzői jogokat jelzi, nem szolgál a cikkben szereplő információk forrásmegjelöléseként.